# 3644 Kojitaku
3644 Kojitaku este un asteroid din centura principală, descoperit pe 5 octombrie 1931, de Karl Reinmuth.